# EVE -イヴ-
『EVE/イヴ』（原題: Eve of Destruction）は、1991年公開のアメリカ合衆国のSFアクション映画。
ダンカン・ギビンズが監督を務めた。主役として、グレゴリー・ハインズがジム・マクウェイド大佐を演じ、（米国での映画出演は初めての）オランダ人女優のレネ・ソーテンダイクがロボットの開発者であるイヴ・シモンズ博士と「イヴ」本人を演じている。
核兵器を搭載した試作アンドロイドの「イヴ」が、大都市で軍の実地試験中に暴走してしまう。

## あらすじ
「EVE VIII」は、開発者であるイヴ・シモンズ博士とそっくりに作られた軍用アンドロイドである。銀行強盗によるダメージを受け、生みの親からプログラムされた記憶にアクセスする。しかし、その記憶は暗く、悲劇的なものであった。
一方、このアンドロイドは、彼女の任務を止めようとする者がいれば、殺戮マシーンになるようにプログラムされていた。この暴走したアンドロイドの破壊を命じられたジム・マクウェイド大佐は、シモンズ博士の助けを借りて、知性もあり感情もあるこのアンドロイドの行動を予測しようとする。

## キャスト
※括弧内は日本語吹替
- ジム・マックウェイド大佐 - グレゴリー・ハインズ（小川真司）
- イヴ・シモンズ博士 / EVE VIII - レネ・ソーテンダイク（英語版）（沢田敏子）
- ビル・シュナイダー - カート・フラー（有本欽隆）
- カーティス将軍 - マイケル・グリーン（家弓家正）
- ピーター・アーノルド - ジョン・M・ジャクソン（小室正幸）
- ウィリアム・シモンズ - ケヴィン・マッカーシー（クレジットなし）
- ティミー・アーノルド - ロス・マリンジャー（矢島晶子）

吹替版その他出演:稲葉実、円谷文彦、辻親八、喜多川拓郎、高宮俊介、小室正幸、中博史、荒川太郎、幹本雄之、さとうあい、叶木翔子、広瀬正志、峰恵研、伊井篤史、小形満
日本語版制作スタッフ 演出：蕨南勝之、翻訳：高橋京子、制作：ニュージャパンフィルム

## 評価
映画は批評家から否定的な評価を受け、Rotten Tomatoesでは20％の「rotten」スコアをつけられた。Vincent Canbyは、ニューヨーク・タイムズ紙で、この映画を「見劣りし、ほとんど実用的ではないアクションのあるメロドラマ映画」と酷評した。

### 興行収入
映画は、公開初週には250万ドルを稼いだが、結局、1300万ドルの製作費に対して545万119ドルの売り上げで上映を終了し、興行的に大爆死となった。

## リリース

### 家庭用メディア
本作は、1991年8月8日に、New Line Home VideoからVHSで発売された。その後、MGM Home Entertainmentが2003年7月15日にDVDをリリースしている。